# Pseudepicausta apicalis
Pseudepicausta apicalis är en tvåvingeart som beskrevs av Malloch 1939. Pseudepicausta apicalis ingår i släktet Pseudepicausta och familjen bredmunsflugor. Inga underarter finns listade i Catalogue of Life.